# Радакович, Йованка
Йованка Радакович (сербохорв. Јованка Радаковић / Jovanka Radaković; 12 сентября 1912, Саут-Бенд, Индиана, США — 19 сентября 1941, Яинци, Белград, Недичевская Сербия) — профессор литературы Белградского университета, деятельница партизанского подполья в годы Народно-освободительной войны Югославии.

## Биография
Родилась 12 сентября 1912 года в США, в штате Индиана, город Саут-Бенд. Её родители после Первой мировой войны переехали в сербский город Шабац, где Йованка и окончила среднюю школу. В 1936 году она окончила философский факультет Белградского университета по специальности «Сербохорватский язык и литература». На протяжении двух лет была помощником заведующего кафедрой. Во время учёбы вступила в революционное студенческое движение и стала активисткой молодёжного отделения Женского движения, участвовала в различных демонстрациях. Член делегации Альянса женских движений Югославии на Международном конгрессе женщин в Копенгагене, выступала от имени девочек и девушек Югославии.
В 1938 году Йованка стала преподавать в гимназии Вршаца, вступила в женское движение и под влиянием Жарко «Уче» Зренянина начала помогать отделениям Коммунистической партии Югославии. Возглавляла отделение Союза коммунистической молодёжи Югославии в гимназии. За свою политическую деятельность выслана в 1941 году в Горни-Милановац, арестована и примерно через полгода освобождена.
Как член Таковского районного комитета КПЮ, Йованка участвовала в организации выступлений в начале Народно-освободительной войны Югославии. Она покинула в августе 1941 года Горни-Милановац, чтобы избежать ареста, и перебралась в Белград, где подключилась к партийной работе. Вукица Митрович назначила Йованку в одну из ячеек в центре города, также та проводила агитацию среди студентов Белградского университета за вступление в партизанское движение.
В конце августа 1941 года Йованка Радакович была арестована агентами Специальной полиции, брошена в лагерь Баница и расстреляна 19 сентября 1941 года. Перед смертью она выкрикивала слова в поддержку коммунистической партии и партизан. Имя Йованки Радакович ныне носит улица в белградском районе Звездара.